# 기원전 13년

## 연호
- 전한(前漢) 영시(永始) 4년

## 기년
- 전한(前漢) 성제(成帝) 20년
- 신라(新羅) 혁거세 거서간(赫居世居西干) 45년
- 고구려(高句麗) 유리명왕(瑠璃明王) 7년
- 백제(百濟) 온조왕(溫祚王) 6년

## 사망
- 고대 로마의 정치가 마르쿠스 아이밀리우스 레피두스.